# Алджыбай
Алджыбай, Алчибай (хак. Аалӌыбай) — хакасское мужское имя, восходящее к архаичному пласту тюркской ономастики, по-русски переводится как «Любитель ходить в гости» (аалӌы — гость).
- Алчибай Раматов — председатель правления Узбекских железных дорог.
- Алшибай, Михаил Михайлович — кардиохирург, зав. отделением коронарной хирургии Научного центра сердечно-сосудистой хирургии им. А.Н. Бакулева.

## Топонимика
- Алчибаево — деревня в Кувандыкском районе Оренбургской области.

## Синонимичные имена
- Киргизские: Конокбек, Мейманбек.
- Греческие: Ксения.